# والتر لوسلی
والتر لوسلی (انگلیسی: Walter Loosli؛ ۱۹۰۱ – نامشخص) قایقران روئینگ اهل سوئیس بود.
وی در مسابقات کشوری و بین‌المللی در مجموع برندهٔ ۱ مدال طلا شده‌است.